# Malais d'Amboine
Le malais d'Amboine est une langue d'Indonésie. Au nombre de 245 000 (1987, J. Collins), ses locuteurs se trouvent essentiellement dans le centre des Moluques, notamment dans les îles d'Ambon, Haruku, Nusa Laut (en) et Saparua, ainsi que sur le littoral de Céram, et dans le sud des Moluques. On trouve également des gens parlant cette langue aux Pays-Bas et aux États-Unis, essentiellement des réfugiés politiques de la République des Moluques du Sud et leurs familles.

## Classification
Le malais d'Ambon fait partie du sous-groupe appelé « Trade Malay » du groupe dit « malais » de la branche malayo-polynésienne des langues austronésiennes.
Il semble que le malais d'Ambon dérive de celui de Sabah (nord de Bornéo), dont il aurait gardé des traits archaïques. Il s'est ensuite adapté aux langues vernaculaires du centre des Moluques.
Grimes (1988, 1991) et Holm (1989:581–583) considèrent le malais d'Ambon comme un créole malais.